# Акт Батлера
Акт Батлера (англ. Butler Act) — закон, прийнятий 1925 року в штаті Теннессі, США, який забороняв вчителям і викладачам громадських шкіл та університетів заперечувати біблійне вчення про походження людини і викладати теорію еволюції людини від нижчих форм тварин. Внесений членом Палати Представників штату Теннесі фермером Джоном Батлером (1875—1952) 21 січня 1925 року, схвалений тією ж палатою 28 січня, сенатом штату 13 березня, підписаний губернатором штату Остіном Пієм 21 березня того ж року.
Буде порушенням закону, якщо будь-який викладач будь-якого університету або школи, що утримуються повністю або частково коштом штату, викладатиме будь-яку теорію, що заперечує історію Божественного Творіння людини, як тому вчить Біблія, і замість цього буде викладати, що людина походить від нижчих тварин.
Оригінальний текст (англ.)
That it shall be unlawful for any teacher in any of the Universities, Normals and all other public schools of the State which are supported in whole or in part by the public school funds of the State, to teach any theory that denies the story of the Divine Creation of man as taught in the Bible, and to teach instead that man has descended from a lower order of animals.— Переклад; оригінал
За порушення передбачався штраф від 100 до 500 доларів.
У липні 1925 року за порушення закону судили шкільного вчителя Джона Скоупса. Процес отримав популярність під назвою Мавпячий процес.
Закон був скасований 1 вересня 1967 року, після того як за його порушення був звільнений Гарі Скотт, вчитель з міста Джексборо. Скотт боровся за свої права, посилаючись на Першу поправку до конституції США і подав позов до Федерального окружного суду міста Нешвілл. 18 травня 1967 року білль про скасування Акту Батлера був підписаний губернатором штату Бьюфордом Еллінгтоном.